# Mike Pollak
Michael David Pollak (Scottsdale, Arizona, 16 de fevereiro de 1985) é um ex-jogador de futebol americano da National Football League que atuava na posição de right guard. Ele estudou e atuou pela Universidade do Estado do Arizona.

## Carreira

### Colegial
Pollak se formou pela Corona del Sol High School em Tempe no estado americano do Arizona in 2003. Jogando no High School, Pollak atuou tanto como offensive guard como defensive tackle. Em sua curta carreira no colegial ele recebeu varios premios e honrarias como o All-Region que é consedido pela Prep Star, também foi nomeado All-Arizona pela Arizona Republic e também nomeado All-City e All-Conference em sua cidade. Pollak também jogou beisebol como pitcher sendo nomeado All-Region, All-East Valley, e All-Conference(grandes honrarias no estado do Arizona).

### Universidade do Arizona
Pollak jogou futebol americano pela Arizona State de 2003-2007. Mike Pollak foi titular na posição de Center durante seu primeiro e segundo ano. Durante o seu segundo ano na faculdade, Pollak chegou a ser finalista para o cobiçado Troféu Rimington (melhor center). Durante sua carreira universitária recebeu vários premios como Tim Landers Iron Man Award, Cecil Bono Team Captain Award e o Pat Tillman Award. Todos esses premios sedidos pela Arizona State Sun Devils.

### NFL

#### Indianapolis Colts
Pollak foi selecionado pelo Indianapolis Colts na segunda rodada do Draft de 2008. Ele assumui como titular na função de Guard, já que a função de center ja estava ocupada pelo veterano Jeff Saturday. 
Em seu primeiro ano como profissional perdeu os três primeiros jogos por contusão, mas atuou como RG titular nos treze jogos restantes e suas atuações não acompanharam as expectativas criadas. Ele permitiu dois sacks e cometeu quatro penalidades. No jogo corrido realizou bloqueios que davam esperanças de um desempenho melhor quando acostumar-se ao estilo de jogo da NFL, o que não ocorreu. Ele acabou sendo dispensado dos Colts ao fim da temporada de 2011.

#### Carolina Panthers
Em 22 de março de 2012, Pollak assinou um contrato com o Carolina Panthers.

#### Cincinnati Bengals
Em abril de 2013, Pollak assinou um contrato com o Cincinnati Bengals. Foi dispensado em 2014 e então se aposentou.